# Pasig (Fluss)
Der Pasig ist ein philippinischer Fluss auf Luzón. Er ist ein Abfluss des Laguna de Bay, des größten Sees der Philippinen, und wird zudem von zwei weiteren Zuflüssen gespeist: dem Marikina River und dem San Juan River. Mit einer Länge von nur 25 km liegt der Pasig komplett innerhalb der Grenzen Metro Manilas, das er in zwei Hälften teilt. Er wird von insgesamt 13 Brücken überspannt und mündet schließlich in die Manilabucht.
In Zeiten starker Regenfälle ist der Pasig anfällig für Überflutungen. Hierbei spielt vor allem der Zufluss der Wassermassen aus dem Marikina-Fluss-System eine große Rolle. Um diese Situation zu entschärfen, wurde im Jahr 1986 der Manggahan Floodway gebaut. Dieser künstlich angelegte Kanal leitet einen Teil des Wassers aus dem Marikina-Fluss-System in die Laguna de Bay ab, statt diese direkt dem Pasig zuzuführen.
Seit den Zeiten der spanischen Kolonisation war der Fluss eine wichtige Transportroute. Mit zunehmender Urbanisierung der Umgebung stieg jedoch auch die Verschmutzung. Bereits in den 1930er Jahren wurde beobachtet, dass wandernde Fischschwärme aus der Laguna de Bay abnahmen. Ab den 1960er Jahren dann konnten die Anwohner aufgrund der starken Verunreinigung das Flusswasser nicht mehr zum Waschen verwenden und in den 1980er Jahren schließlich wurde auch die Fischerei auf dem Fluss unmöglich. Seit den 1990er Jahren wird der Pasig aufgrund der starken Verschmutzung von Ökologen als biologisch „tot“ bezeichnet. Im Jahr 1999 unterzeichnete der damalige Präsident Joseph Estrada die Durchführungsverordnung Nr. 54 zur Gründung der PRRC (Pasig River Rehabilitation Commission). Ziel dieser Kommission ist es, die Verschmutzung des Pasig einzudämmen und ihn wiederzubeleben.